# Шарл Тевенен
Шарл Тевенен (на френски: Charles Thévenin, 12 юли 1764, Париж – 28 февруари 1838 г., Париж) е френски художник неокласик, известен с епичните си сцени от епохата на Френската революция и Първата френска империя.

## Биография
Син на дворцов архитект, Шарл изучава рисуване в Кралската академия за рисуване и скулптура при Франсоа-Андре Венсан. Печели втора награда на Римската премия за „Разпознаването на Йосиф от братята му“ през 1789 г., а две години по-късно - първа награда за „Регул се завръща в Картаген“. По този начин получава първите си поръчки и през 1790 г. рисува първата си версия на „Превземането на Бастилията“, която предизвиква множество коментари. Тевенен получава втора награда в конкурса на година II за „12 юли 1789“.
След отказване за известно време от историческата тематика, за сметка на творби за декорация, през 1798 г. Тевенен рисува „Ожеро на моста при Арколе“ – първата картина от поредица във възхвала на империята. Заминава за Италия, остава във Френската академия в Рим и се среща с Доминик Енгър. Между 1816 и 1823 г. е директор на академията. При завръщането си в Париж, през 1825 г. Тевенен е избран за член на Академията за изящни изкуства, а по-късно е определен за уредник на Музея на гравюрите в Националната библиотека.

## Галерия
- Честването на федерацията, 14 юли 1790 г., на Марсово поле (1792)
- Превземането на Бастилията (1793)
- Ожеро на моста при Арколе, 15 ноември 1796 г. (1798)
- Предаването на Улм, 20 октомври 1805, Наполеон I приема капитулацията от генерал Мак (1815)

## Творби
- Joseph reconnu par ses frères (1789). Musée des Beaux-Arts, Анже.
- Un vainqueur de la Bastille (1789). Musée Carnavalet, Париж.
- La Vengeance du peuple après la prise de la Bastille ou Assassinat du Marquis de Pelleport (1789-90). Musée Carnavalet, Париж.
- Le Marquis de Launay, gouverneur de la Bastille, capturé par les assaillants le 14 juillet 1789 (1789-93). Musée Carnavalet, Париж.
- La Prise de la Bastille (eau-forte, 1790). Bibliothèque nationale de France, Париж.
- Régulus retourne à Carthage (1791). École Nationale Supérieure des Beaux-Arts, Париж.
- La Fête de la Fédération, le 14 juillet 1790, au Champ-de-Mars (1792). Musée Carnavalet, Париж.
- Œdipe et Antigone (v. 1795-96). Assemblée nationale, Париж.
- Augereau au pont d’Arcole, 15 novembre 1796 (1798). Musée national du Château de Versailles.
- Jean-Baptiste de Monet, Chevalier de Lamarck (1802-03).
- Abbaye de St. Martin de Sées (v. 1810).
- Reddition de la ville d’Ulm, le 20 octobre 1805, Napoléon Ier recevant la capitulation du général Mack (1815)